# FydeOS
FydeOS (旧称FlintOS) は、Fyde Innovationsが開発し、ChromiumOSからフォークしたLinuxベースのオペレーショングシステム。
FydeOSは中国人学生向けにビルドされたいわゆるChromiumOSの一種であり、安全で安定し、高速な起動ができることを目指している。ChromiumOSの中では唯一、Androidサブシステムを搭載していることで知られる。

## 概要
FydeOSはChromeOSの代替として、また、Windows及びAndroidアプリの互換、スムーズな更新、未来志向のOSを目指して開発されており、Androidアプリの実行は無償Chromium OSの中で最速で対応し、学生の教師向けに管理者が生徒の操作を監視できるようになっているなど、他のChromium OSビルドの中でも機能が多くなっており、本家ChromeOSの機能をほぼサポートしている。
FydeOSのログイン時に作成できるFydeOSネットワークアカウントはChromeOSのGoogleアカウントやWindowsのMicrosoftアカウントと同じようにデータを同期できる。
(faq.fydeos.com faq.fydeos.comより翻訳)

FydeOSは、ChromeOSに似たブラウザー+クラウド駆動型オペレーティングシステムです.FydeOSは、ほとんどの主流ハードウェアでスムーズに実行され、最新のWebアプリケーション標準を完全にサポートし、AndroidプログラムおよびLinux環境と互換性があり、障害なく中国で使用できます。地域ネットワーク環境で使用します。
Chromium OSと同様に、FydeOSは、現在使用しているアプリケーションとサービスが徐々にクラウドに移行するという信念から生まれました。 ブラウザープラットフォームテクノロジーとWebフロントエンドテクノロジーの継続的な成熟により、現在インターネットを介して行うほとんどの作業は、将来的には単純なブラウザーウィンドウで実現できると確信しています。 私たちは新しい時代に突入しており、インストールする必要があるアプリケーションは歴史になります。
FydeOSは、より高速でシンプルかつ効率的なクラウド駆動型オペレーティングシステムです。 「Chromium Project」の二次開発に基づいて、カーネルを変更および最適化しました。最適化されたブラウザプラットフォームに基づいて、中国のユーザーの習慣に合わせてローカライズされた拡張機能を追加し、ユーザーエクスペリエンスを向上させました。インターネット時代のニーズを真に満たすクラウドテクノロジーのオペレーティングシステム。 メインストリームのx86プラットフォームコンピューター機器から組み込みIoT機器まで、FydeOSは完全に適応させることができ、非常に可塑性の高いオペレーティングシステムです。

## 機能
(fydeos.com fydeos.comを翻訳)

FydeOSは、ChromeOSとGoogle Chromeを駆動するオープンソースプロジェクトの二次開発に基づいており、独自技術を統合し、ChromeOSのすべての機能を継承し、より多くのハードウェアカテゴリに適応します。カスタムローカリゼーションの変更。